# کانن ئی‌اواس ۳۵۰دی
دوربین کانن ئی‌اواس ۳۵۰دی (به انگلیسی: Canon EOS 350D) که در ژاپن با نام (به انگلیسی: EOS Kiss Digital N) و در آمریکا با نام (به انگلیسی: Rebel XT) شناخته می‌شود دوربین تک لنزی بازتابی (DSLR) شرکت کانن می‌باشد، که در ماه فوریه ٢٠٠۵ توسط این شرکت معرفی شد.

## مشخصات کلی
- وزن بدنه: ۵٤۰ گرم (همراه کارت حافظه و باتری
- مشخصات حسگر و پرونده: حسگر (به انگلیسی: CMOS) با کیفیت ٨٫٠ مگاپیکسل - اندازه ۲۲٫۲ × ۱۴٫۸ میلی‌متر
- سرعت شاتر: از ۱/۴۰۰۰ ثانیه تا ۳۰ ثانیه
- حساسیت سنسور: ۱۰۰ تا ۱۶۰۰
- صفحه نمایش: ١٫٨ اینچ با رزولوشن ١١۵٠٠٠ پیکسل

### نگارخانه

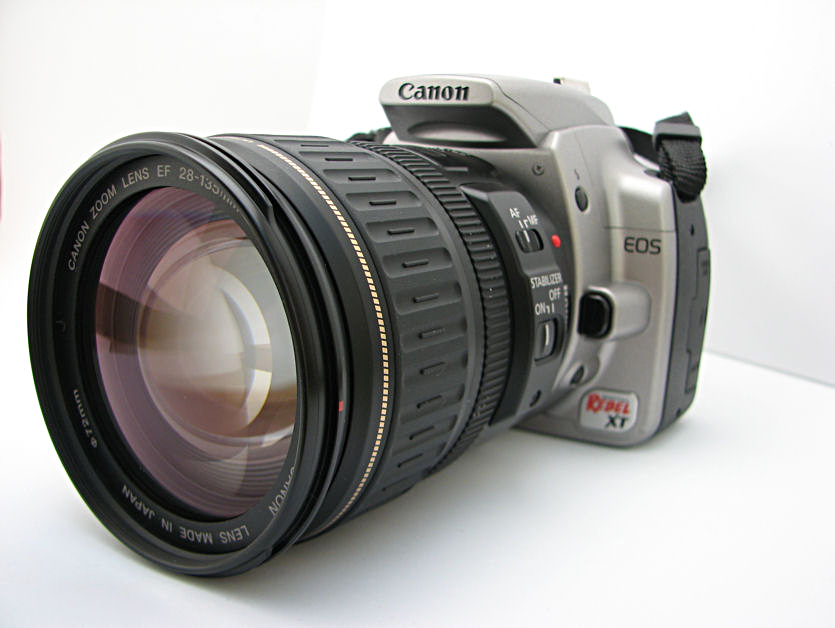
کانن ای‌اواس ۳۵۰دی با لنز

## واژه‌نامه
1. ↑  Entry Level